# Базар у Табризу
Базар у Табризу (персијски језик: بازار تبریز, Bāzāri Tabriz) је велика пијаца у граду Табризу на северозападу Ирана, највећи наткривени базар на свету и један од најстаријих на Блиском истоку због чега је 2010. године уписан на УНЕСКОВ списак места Светске баштине у Азији и Аустралазији.
Табриз је одувек био важна раскрсница путева где се обављала културна размена и зато је базар у Табризу већ у старом веку постао важна станица на Путу свиле. Најуносније време за трговце у Табризу био је 16. век када је Табриз био престоница сафавидског Ирана. Иако је град у средином 16. века изгубио статус главног града, базар у Табризу је остао важно трговачко и економско средиште, не само града него и целог северозападног Ирана све до данас.
Базар у Табризу се састоји од више спојених базара који су трговали специјалном робом, попут Амир базара (злато и накит), Музафарије (базар сагова), базар обуће, и др. Базар се користио и за верске церемоније од којих је најпознатија свечаност "Ноћ Ашуре" током које трговци престају са трговањем на 10 дана. Попут других базара на Блиском истоку, иза њега је изграђено неколико џамија од којих је најзнаменитија Џамија Џамех.
Треба споменути да је базар у Табризу имао и веома важну политичку улогу у иранској револуцији 1905-1911. године, али и током Иранске револуције 1979. године.
- Музафарија
- Радња у Музафарији
- Свод базара Амир
- Џамија Џамех у дворишту базара